# Heureka, Vanda
Heureka är ett finländskt vetenskapscentrum i Dickursby i Vanda, cirka 15 km norr om centrala Helsingfors. Vetenskapscentret, som inledde sin verksamhet 1989, har som mål att göra vetenskaplig kunskap mer lättförståelig och att utveckla metoderna för vetenskapsundervisning. Namnet Heureka syftar på den fras som Arkimedes påstås ha utropat: ”Jag har funnit det!”. På Heureka finns det både inomhus och utomhus interaktiva utställningar och vid de flesta objekt får besökarna själva pröva på hur olika saker fungerar. På Heureka finns det också ett digitalt planetarium som har 135 sittplatser.
Vetenskapscenter Heureka är ett allmännyttigt samfund och strävar inte efter ekonomisk vinning. För verksamheten svarar Stiftelsen Vetenskapscentrum, som är en brett förankrad samarbetsorganisation, omfattande Finlands vetenskapssamfund, undervisningssektorn, näringslivet, statsmakten och lokalförvaltningen. Stiftelsens 10 bakgrundsorganisationer stöder, utvecklar och deltar aktivt i Heurekas verksamhet. Stiftelsens högsta beslutande organ är delegationen, vars beslut verkställs av styrelsen. Den dagliga verksamheten leds av verksamhetsledare (direktör) med stöd av ledningen och den övriga personalen. 

## Historia
Vetenskapscentret Heureka kan härleda sina rötter till Helsingfors universitet och dess forskare som bekantat sig med olika vetenskapscenter ute i världen. Initiativtagare var docenterna Tapio Markkanen, Hannu I. Miettinen och Heikki Oja. Den tändande gnistan var utställningen Fysik 82 som visades på Ständerhuset i Helsingfors 20–26.5.1982. På hösten samma år inrättades vetenskapscentrumprojektet, som till en början understöddes av Finlands Akademi, Undervisningsministeriet och olika stiftelser. Projektet gav upphov till Stiftelsen Vetenskapscentrum vid årsskiftet 1983–1984. Stiftelsens ursprungliga stiftande medlemmar var Helsingfors universitet, Tekniska Högskolan, Vetenskapliga samfundens delegation och Industrins centralförbund.
Vanda erbjöd sig 1984 att stå värd och delvis betala för vetenskapscentret och man utsåg en tomt för det i södra delen av Dickursby.  I en arkitekturtävling som ordnades 1985 utdelades två förstapris, varav Mikko Heikkinens, Markku Komonens och Lauri Anttilas förslag "Heureka" valdes ut som det som skulle realiseras. På så sätt fick vetenskapscentret sitt namn.
Innan byggnaden stod färdig visades vissa utställningar på försök på andra ställen. Vetenskapscentrets innehållsplan blev klar 1986. Grundstenen murades i oktober 1987 och byggnaden stod klar ett år senare. Den totala ytan är 8 200 m2, varav 2 800 m2 är utställningslokaler. Vetenskapscentret Heureka öppnades för allmänheten den 28 april 1989.

## Utställningar

### Inomhus
I huvudutställningen ingår sammanlagt cirka 200 objekt som anknyter till olika vetenskapsgrenar. Huvudutställningen förnyades i sin helhet 1999, men huvudutställningsområdet förnyas och mindre ändringar görs årligen. Representerade ämnesområden är bl.a., matsmältning och tarmkanalens funktion, mynttillverkning och trafik.  Utställningen Det susar i Tarmen, som öppnades den 30 november 2012, har tagits fram i samarbete med Finska Läkarföreningen Duodecim. Utställningen Myntets väg, som öppnades 2010, är en jubileumsutställning som planerats i samarbete med Myntverket i Finland. Som en förlängning av huvudutställningen finns även utställningen Heureka-klassiker, som invigdes i samband med Heurekas 20-årsjubileum 2009. Sedan augusti 2009 förevisas på Heureka även Science on a Sphere – Vetenskap på ett klot. 
Förutom huvudavdelningen visas samtidigt i allmänhet två olika temporära utställningar. De temporära utställningarna har behandlat flera olika ämnesområden, bl.a. dinosaurier, människan, sport, skogar, film, flygande och antika kulturer. Efter invigningsåret är det dinosaurieutställningarna som dragit den största publiken: exempelvis utställningen om dinosauriernas familjeliv från 2001 lockade 406 000 besökare. Många av de utställningar som Heureka själv producerat har besökt ett stort antal utländska vetenskapscentra. Också Heureka visar emellanåt utländska utställningar.

### Utomhus
Vetenskapsparken Galilei, Heurekas område för utomhusutställningar, öppnades 2002. Parken är öppen varje sommar. Galilei kan beskrivas som en "vetenskaplig lekpark". På det 7 500 m² stora området finns ett tiotal objekt, där vatten ingår som ett element i många av objekten. Objekten bygger närmast på matematiska, fysikaliska och musikaliska fenomen. I parken ligger också en sandritare skapad av Osmo Valtonen, som är känd för sina kinetiska konstverk. I Galilei ligger också ett arboretum som presenterar de barrträdsarter som växer på norra halvklotet.
Gårdsplanen framför Heureka har en permanent stenpark där man kan se typiska och atypiska stenar ur den finska berggrunden. Stenarna har placerats så att de samtidigt utgör en karta över de olika bergarternas utbredning i olika områden av Finland. Framför huvudingången finns en plantering av perenner som valts ut för att representera Carl von Linnés historiska klassifikationssystem.

### Heurekas planetarium
I det halvklotsformade planetariet visas huvudsakligen planetariefilmer med astronomitema. Till och med 2007 gick teatern under namnet Verne-teatern, där man förevisade både superfilmer och, med hjälp av en specialdiaprojektor, särskilda multimedieprogram som utnyttjade hela den 500 kvadratmeter stora halvcirkelformade kupolen. I slutet av 2007 genomgick teatern en genomgripande förnyelse och ett av Europas modernaste digitala planetarier invigdes den 26 december 2007. Heurekas planetarium har 135 sittplatser.

### Övrigt dagligt program
På Heureka kan man förutom utställningarna även se dagliga vetenskapsteaterföreställningar, delta i olika program och se på när råttorna spelar basketmatcher. Korgbollsråttorna är Heurekas populäraste upplevelse. Råttorna har spelat på Heureka sedan 1995. På Heureka anordnas dessutom enskilda övriga evenemang, såsom vetenskapsdagar, vetenskapslov och vetenskapsläger på sommaren. I Heurekas auditorier anordnas regelbundet föreläsningar för allmänheten som behandlar olika ämnen. Även i planetariet anordnas föreläsningar för allmänheten. Övriga tjänster som Heureka erbjuder är en vetenskapsbutik och en restaurang samt grupparbetsrum och ett auditorium med 220 platser som kan hyras för mötesbruk.

## Allmänt

### Besökare
Mellan 1989 och 2014 har Heurekas årliga besökarantal rört sig kring 285 000 besökare. Sexmiljonersgränsen passerades i maj 2010. Sammanlagt har över 22 miljoner människor bekantat sig med Heurekas utställningar både i Finland och utomlands.
I genomsnitt har Heureka årligen cirka 280 000 besökare, varav över hälften är familjer, en fjärdedel är skolelever, kring 10 procent är företagsbesök och resten är enskilda besökare. De utländska besökarna uppgår till ungefär 6–10 procent årligen och de flesta av dem kommer från Ryssland och Estland. Besökarantalen påverkas av exempelvis det allmänna ekonomiska läget, vädret och anslagen för skolresor.

## Stiftelsen Vetenskapscentrum och finansieringen
Heurekas verksamhet drivs av Stiftelsen Vetenskapscentrum, vars ursprungliga medlemmar var Helsingfors universitet, Tekniska Högskolan (numera Aalto-universitetet), Vetenskapliga samfundens delegation, Industrins och arbetsgivarnas centralförbund (numera Finlands näringsliv EK), Vanda stad, undervisningsministeriet (numera Undervisnings- och kulturministeriet), handels- och industriministeriet (numera Arbets- och näringsministeriet), Finansministeriet, Finlands Fackförbunds Centralorganisation FFC och Undervisningssektorns Fackorganisation OAJ.
Heureka finansieras med hjälp av understöd från Vanda stad och Undervisnings- och kulturministeriet samt från den egna intäktsfinansieringen: biljett- och hyresintäkter, medelanskaffning och intäkter från utställningsexport. Heurekas totala finansiering uppgår till cirka nio miljoner euro, varav intäkterna av egen verksamhet utgör 48 procent (år 2011). Vanda stads samt Undervisnings- och kulturministeriets andel av den totala finansieringen var sammantaget cirka 52 procent år 2011. Det samhälleliga stöd som Heureka får är mindre än för många andra kulturinstitutioner. En del av finansieringen kommer även via företagssamarbete. De temporära utställningarna har oftast en huvudsamarbetspartner och övriga partner. Heureka har även två bolag som i sin helhet ägs av stiftelsen: Vetenskapsbutiken Magneetti Oy, som har en presentshop vid namn Heureka Shop som finns både vid Heureka och i Kampens köpcentrum inne i Helsingfors centrum, samt Heureka Overseas Productions Oy Ltd som har hand om exportverksamheten.
Vid slutet av 2014 hade stiftelsen 68 anställda med månadslön och 32 deltids- eller visstidsanställda i sin tjänst.